# NGC 4286
NGC 4286 is een spiraalvormig sterrenstelsel in het sterrenbeeld Hoofdhaar. Het hemelobject werd op 13 maart 1785 ontdekt door de Duits-Britse astronoom William Herschel.

## Synoniemen
- IC 3181
- UGC 7398
- MCG 5-29-65
- ZWG 158.83
- KUG 1218+296
- PGC 39846